# Calle Larga (Jerez de la Frontera)
Calle Larga es el nombre de una tradicional y concurrida calle comercial e histórica en Jerez de la Frontera (Andalucía, España). 
La calle Larga es una de las vías más emblemáticas del centro histórico de Jerez, tanto por su carácter comercial y lúdico, como su acervo histórico y arquitectónico. Actualmente sigue llena de comercios, cafeterías y tiendas, por lo que es habitual el tránsito tanto de locales como foráneos y turistas. También pueden encontrarse estatuas humanas, mimos, músicos, pintores e incluso mantas de improvisados vendedores ambulantes.
La importancia comercial de la calle Larga tiene su origen a finales del siglo XVI, su recorrido es anejo al antiguo trazado de la muralla, cercando la judería jerezana, e históricamente ha servido para vertebrar el enlace entre la antigua Puerta de Sevilla (actualmente Alameda Cristina) y antigua Puerta Real (actualmente Plaza del Arenal).
La calle cuenta con dos tramos: el primero es peatonal, nace en el Gallo Azul hasta la Rotonda de los Casinos, y el segundo, con tráfico rodado desde la Rotonda de los Casinos hasta desembocar en la Alameda Cristina.

## Historia
La calle Larga discurre de forma paralela al borde exterior del este de la muralla. A finales del siglo XVI, para mantener la muralla y obtener ingresos, el Consistorio jerezano aprueba construcciones adosadas a ella. Esto aún se puede contemplar al acceder al interior de muchos comercios.

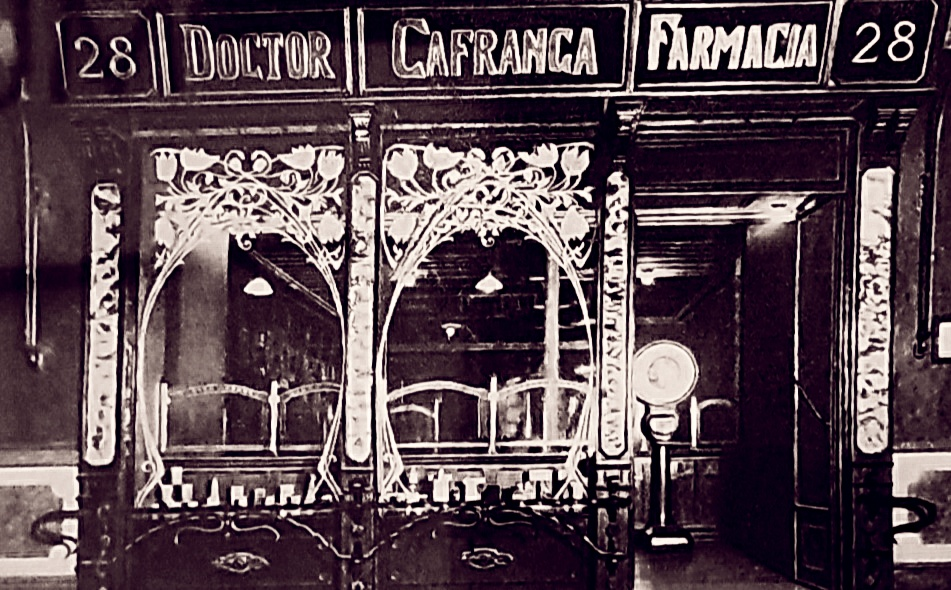
Farmacia de la calle Larga en el siglo XIX

Desde el primer momento, por ser vértebra principal de espacios relevantes de la ciudad, la calle Larga se transformó en una vía comercial, pero también festivas. Comercios tradicionales tales como relojerías, carnicerías, fotografía, joyerías, zapaterías, etc, y cafeterías, tascas y casinos.
En 1855 se adornó con naranjos y se procuró el embellecimiento de la vía. También el Ayuntamiento derribó el n.º 41 de la calle Larga para crear un acceso más amplio y directo con la Plaza del Banco.
En 1910 se instala la Central Telefónica Interurbana, y años después el Hotel Los Cisnes, establecimiento emblemático en la ciudad por ser el hotel de las estrellas y personajes relevantes que llegaban a Jerez, Actualmente es un centro comercial. 

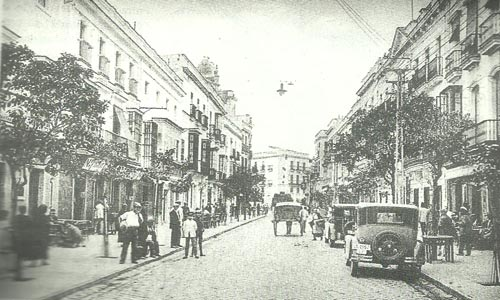
Imagen de 1930

Ya en los años 30, la calle Larga contaba con numerosos bares y cafés en ambas aceras.
A partir de los años 60, el bullicio de la calle disminuyó al sustituirse el ambiente festivo de las tascas y las cafeterías de tertulias por comercios con horario diurno y entidades bancarias. En los años 80 el aumento del tráfico terminó por cambiar radicalmente la personalidad de la calle. Sólo a partir de los años 90, primero con el carril bus y luego con la peatonalización de la calle y revitalización de comercios volvió a recuperar el paisaje urbano y local que siempre había tenido.

## Edificios de interés
Desde edificios propios de la Reconquista y lienzos escondidos de la muralla almohade hasta estilos más propios de comienzos del siglo XX, como el historicista, regionalista y modernista, la calle Larga es un compedio de la mejor arquitectura andaluza. Arquitectos como Fernando de la Cuadra, Luis Gutiérrez Soto, Aníbal González o Francisco Hernández-Rubio dotan a la calle de un equipamiento patrimonial único. 

### Puntos relevantes
- Convento de Santo Domingo

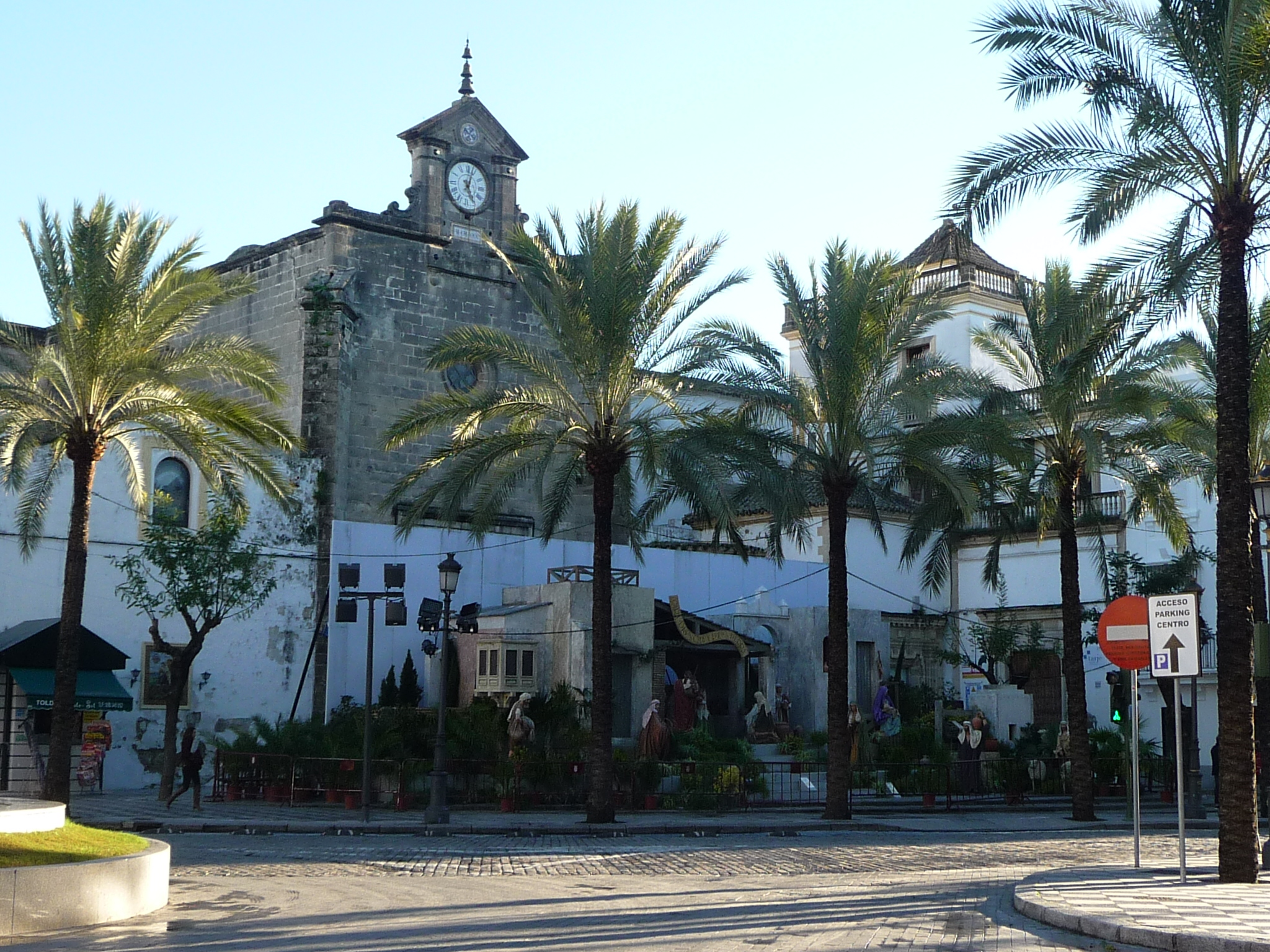
Convento de Santo Domingo y belén monumental

Convento fundado tras la Reconquista por la orden franciscana. 
- Palacio del Marqués de Villamarta

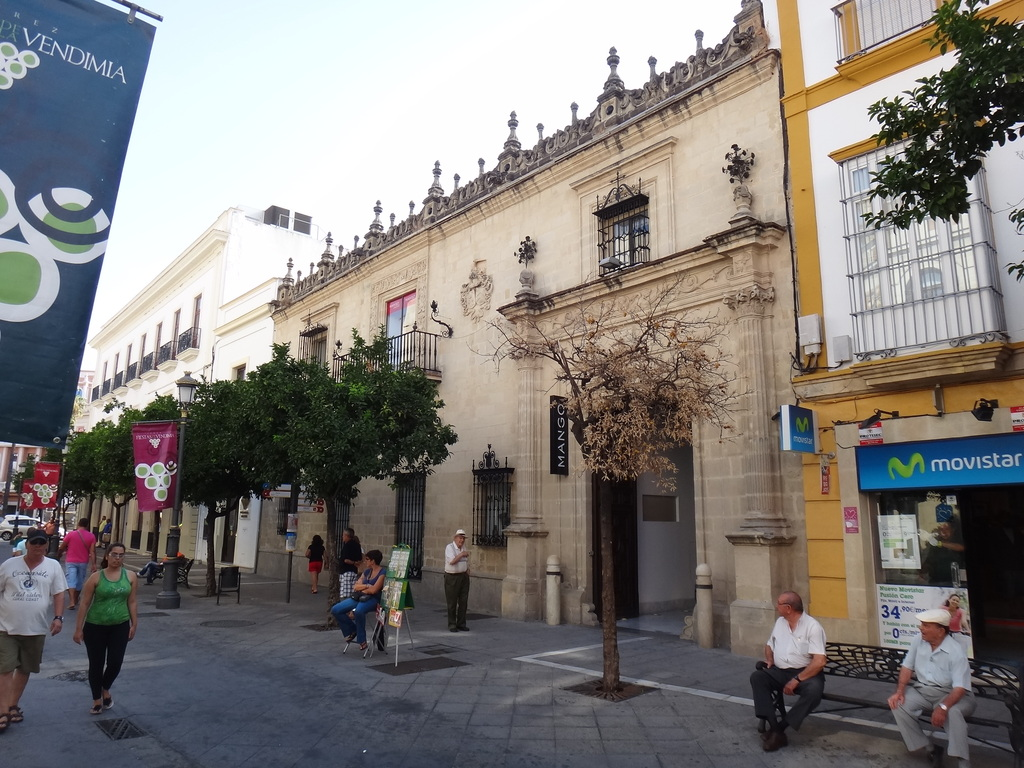
Palacio del Marqués de Villamarta

Palacio del siglo XVI propiedad de los Marqueses de Villamarta. Reformado en 1923 por el arquitecto Francisco Hernández-Rubio, actualmente acoge a una multinacional. 
- Gallo Azul

Diseñado por el arquitecto Aníbal González con motivo de la Exposición Iberoamericana en 1929, se trata de un edificio de planta semicircular, de ladrillos vistos. La planta baja presenta una galería de columnas jónicas que actúa de terraza.
- Edificio La Gran Peña

El arquitecto vasco Teodoro Anasagasti, el mismo que firmó el Teatro Villamarta, definió este edificio para el Casino La Gran Peña en 1927. Hasta 2001 fue Oficina Municipal de Turismo, posteriormente acogió la sede de ACOJE (Asociación de los Comerciantes de Jerez) y desde 2011, acoge las dos instituciones: la Oficina de Turismo y la Asociación Acoge.
- La Moderna

Uno de los bar más emblemático de la ciudad de Jerez, con más de 100 años de Historia. Colinda con la muralla que rodeaba la ciudad, la cual puede verse desde su salón interior. Recibió el Premio Ciudad de Jerez a la Promoción de la Ciudad en el año 2009 y el grupo jerezano Navajita Plateá escribió una canción a este bar, incluida en su disco “Hablando en Plata” (2000).

### Casas y fincas
- Casa n.º 1

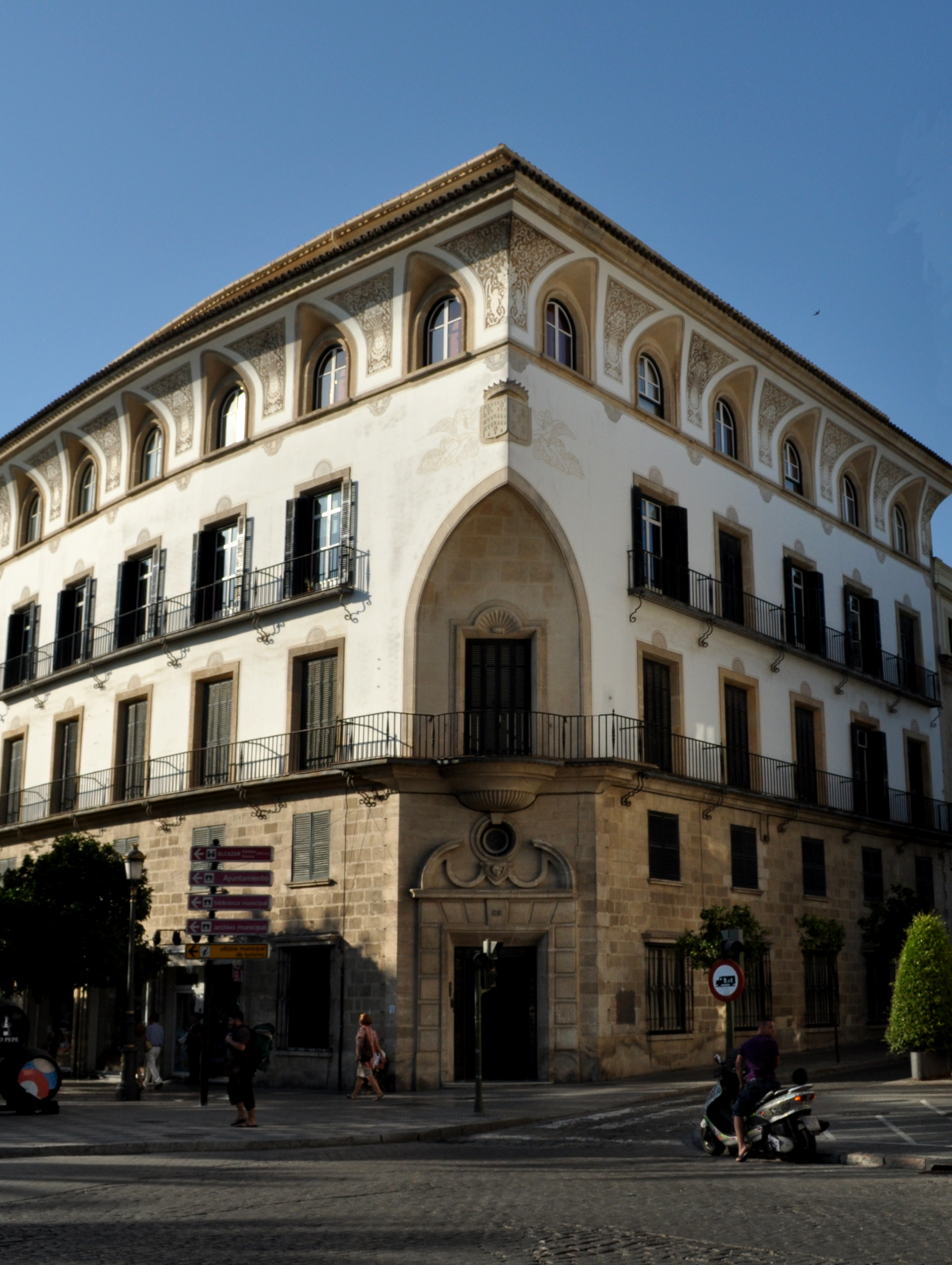
Edificio n.º 85 Alameda Cristina esq Calle Larga con Calle Tornería. Antigua Puerta de Sevilla

Edificio esquina con calle Algarve, destaca por su herraje en su fachada. 
- Casa nº28

Actualmente acoge una farmacia, con una colección de botes y objetos de laboratorio. Sus cristaleras están grabadas con motivos florales modernistas. 
- Casa n.º 50 y n.º 52

Destacan por la profusa decoración de su fachada en uno y la decoración con motivos florales, esgrafiada en rojo y blanco, en el otro. 
- Finca n.º 54 y 56

Actualmente es sede de la obra social de Cajasol. En este edificio nació el insigne compositor jerezano Germán Álvarez Beigbeder. 
- Finca n.º 85

Edificio construido sobre la antigua Puerta de Sevilla, derribaba en el siglo XIX. Ejerce de entrada en el casco histórico a través de la calle Tornería. Es conocido por su portada ochavada y los esgrafiados del ático. Su autor, el arquitecto madrileño Luis Gutiérrez Soto, definió el proyecto en 1940. 	

### Entidades bancarias
- Banco de Andalucía

Edificio monumental que abarca los número 18 y 20, y salta por encima de la calle Gravina. El proyecto es del año 1956 y se inauguró en el 1960. Fue sede central del Banco de Andalucía hasta 1992, año en que se trasladó a Sevilla. 
- Banco Popular Español

Este edificio fue proyectado en el año 1947 y terminado en el 1953, de marcado estilo historicista.	    
- Edificio del Banco Español de Crédito

Casa señorial y elegante, de dos alturas, en estilo regionalista en la Rotonda de los Casinos.

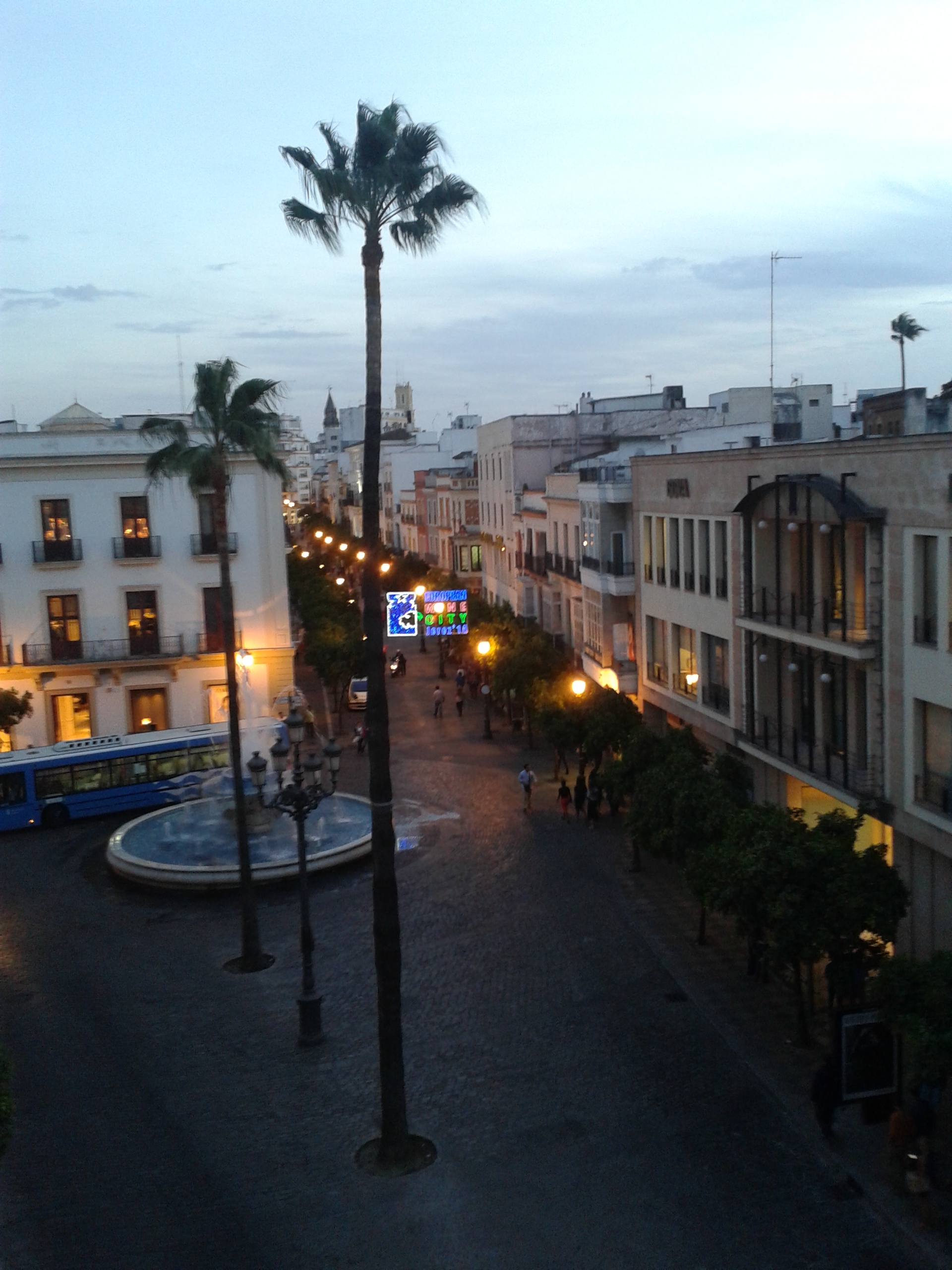
Vista superior